# Бак Нин (провинция)
Бак Нин (на виетнамски: Bắc Ninh) (буквално: Северно спокойствие) е провинция във Виетнам, разположена в регион Донг Банг Сонг Хонг. Намира се в северната част на страната, източно от столицата Ханой. Граничи с регионите Бак Жианг, Хунг Йен, Хай Дуонг, Вин Фук и Ханой.
Бак Нин е най-малката по територия провинция във Виетнам, но за сметка на това е най-гъсто населената със своите средно 1226.8 души/km².

## Административно деление
Провинция Бак Нин се дели на един самостоятелен град-административен център Бак Нин и на 7 окръга:
- Жиа Бин
- Луонг Тай
- Кю Во
- Тхуан Тхан
- Тиен Ду
- Ту Сон
- Йен Пхонг

## История и култура
Исторически Бак Нин и съседната Бак Жианг са образували провинцията Ха Бак. Но поради драстичното увеличаване на населението Ха Бак е разделена на две части, всяка една обособена около двата големи града Бак Нин и Бак Жианг. Бак Нин включва е по-малката част от историческата провинция Ха Бак.
Селцето Донг Хо (на виетнамски: Đông Hồ) е изключително популярно в цял Виетнам като главен център за производството на традиционните дървени блокчета транх донг хо, които се използват по време на честването на Лунната нова година.